# نيكولا مورغان
نيكولا مورغان (بالإنجليزية: Nicola Morgan)‏ هي كاتِبة بريطانية، ولدت في 11 نوفمبر 1961 في اسكتلندا في المملكة المتحدة.